# 科孚塞尔维亚博物馆
科孚塞尔维亚博物馆 (英语：Serbian Museum of Corfu)是希腊科孚岛的一个博物馆，内容是关于塞尔维亚士兵在第一次世界大战期间的悲惨命运。

## 历史
1915年10月6日，奥匈帝国进攻塞尔维亚，塞尔维亚政权崩溃，塞尔维亚军队的约15万士兵和他们的流亡政府，在科孚岛寻求庇护，避难三年。馆内的珍稀展品包括照片，以及塞尔维亚王国的制服、武器、弹药、军旗等等。